# Clifton Hill (Missouri)
Clifton Hill est une ville  du comté de Randolph, dans le Missouri, aux États-Unis,. Située à l'ouest du comté, elle est fondée en 1866 et incorporée en 1960. La ville est baptisée en mémoire de David Clifton, un propriétaire foncier.

## Démographie
Lors du recensement de 2010, la ville comptait une population de 114 habitants. Elle est estimée, en 2016, à 113 habitants.

### Source de la traduction
- (en) Cet article est partiellement ou en totalité issu de l’article de Wikipédia en anglais intitulé « Clifton Hill, Missouri » (voir la liste des auteurs).